# Ebendorf (Barleben)
Ebendorf ist ein Ortsteil der Einheitsgemeinde Barleben im Landkreis Börde in Sachsen-Anhalt.

## Lage
Ebendorf ist ein Haufendorf im Osten der Niederen Börde an der Kleinen Sülze. Direkt am Ortsrand verläuft die Bundesautobahn 2 und die Bundesautobahn 14.

## Neugliederung
Am 1. Mai 1992 gründeten die Gemeinden Barleben, Ebendorf und Meitzendorf die Verwaltungsgemeinschaft Mittelland. Nach einem Bürgerentscheid entstand aus den drei Gemeinden zum 1. Juli 2004 die Einheitsgemeinde Mittelland, die am 2. Juni 2005 in Barleben umbenannt wurde.
Seit der Fusion des Bördekreises und des Ohrekreises am 1. Juli 2007 zum Landkreis Börde gehört Ebendorf zu diesem Landkreis.

## Geschichte
Ebendorf war vermutlich schon im 7. Jahrhundert besiedelt, wie Funde in der Feldgemarkung aus dem Jahre 1836 zeigen. Die erste urkundliche Erwähnung erfolgte 965 in einer Urkunde des Bischofs Bernhard von Halberstadt. Der Ort lag in der Grafschaft Billingshoch, die nördlich an die Grafschaft Mühlingen grenzte und eine Dingstätte auf dem westlich von Ebendorf gelegenen Felsenberg hatte. Bis 1552 hatten mehrere Klöster Zehntrechte. 1785 lebten in Ebendorf 355 Einwohner.
Neben fünf Steinbrüchen gab es bis etwa 1925 im Ort eine Zuckerfabrik, zwei Zichoriendarren, zwei Windmühlen, eine Käserei und eine Ziegelei.

## Politik

### Wappen
Das Wappen wurde von Günther Gembalski entwickelt und am 22. April 1999 durch das Regierungspräsidium Magdeburg genehmigt.
Blasonierung: „In Blau ein steigender silberner Eibenzweig mit drei roten Früchten, überhöht und zwischen zwei schräg abfallenden, schwarz strukturierten silbernen Steinbruchwänden auf fünfmal wellenförmig von Silber und Blau geteiltem Schildfuß.“
Die Farben der Gemeinde sind Silber (Weiß) – Blau.

## Kultur
Mit dem Bau der Dorfkirche im Kirchenkreis Haldensleben-Wolmirstedt, Evangelische Kirche in Mitteldeutschland wurde 1457 begonnen. Ein Neubau folgte um 1660.